# الديم (صبر الموادم)

تعديل مصدري - تعديل

الديم  هي إحدى قرى مديرية صبر الموادم بمحافظة تعز اليمنية، بلغ تعداد سكانها 1165 نسمة حسب أحصائيات عام  2004.